# Гепард (пистолет-пулемёт)
«Гепард» — опытный подводно-надводный пистолет-пулемёт, разработанный А. В. Шевченко в инициативном порядке в 1995—1996 годах.

## Конструкция
Оружие было создано на основе автомата Калашникова АКС-74У (от которого заимствованы 65 % деталей). Без замены ствола мог использовать различные патроны калибра 9 мм: 9 × 17 мм, 9 × 18 мм ПМ, 9 × 18 мм ПММ, 9 × 19 мм, 9 × 21 мм и 9 × 30 мм «Гром». Это достигалось за счёт двух сменных патронников с резьбой, вкручивавшихся в казённую часть ствола: первый — для патронов от 9 × 17 до 9 × 21 мм, второй — для 9 × 30 мм. Ствол хромированный, в стволе 6 нарезов с шагом 350 мм.
Конструкция «Гепарда» позволяла использовать несколько видов затворных групп в зависимости от типа используемого патрона, как то: свободный затвор; свободный затвор с двумя инерционными массами; свободный затвор с двумя инерционными массами и частичным использованием газоотводной системы; полусвободный затвор во всех указанных выше сочетаниях или обычный для системы Калашникова затвор с поворотной личиной. В последнем случае автоматика работала по принципу отвода части пороховых газов через отверстие в стенке ствола с длинным ходом поршня. Любая затворная группа могла оснащаться балансирной системой, работавшей по принципу разнонаправленного движения двух инерционных масс, что могло существенно увеличивать точность стрельбы.
Рукоятка управления огнём располагалась в центре тяжести пистолета-пулемёта. Магазины ёмкостью 22 или 40 патронов размещались в рукоятке управления огнём, конструкция магазина обеспечивала работу с различными видами патронов.
Ударно-спусковой механизм — от автомата АКС-74У, предохранитель-переводчик имел положения «предохранитель», «одиночный огонь» и «автоматический огонь». Кроме обычного предохранителя, на спусковом крючке имелся автоматический предохранитель, напоминавший таковой у пистолетов Glock.
Прицельные приспособления также были позаимствованы от АКС-74У, представляли собой мушку и перекидной целик с двумя положениями для стрельбы на 100 и 200 метров.
«Гепард» мог оснащаться дульным тормозом-компенсатором, приборами малошумной и бесшумной стрельбы.
«Гепард» мог вести огонь как на воздухе, так и под водой, при условии использования патронов для подводной стрельбы 9 × 19 мм ПСП.
Ресурс пистолета-пулемёта при стрельбе на суше составлял 6000 выстрелов, при стрельбе под водой — 2000 выстрелов.
Также существовали варианты «Гепарда» с укороченным стволом под патрон 9 × 17 мм (служебный пистолет) и с удлинённым стволом, представленные на Московской международной оружейной выставке в июле 1997 года.

## Оценки проекта
По заявлению разработчиков, при стрельбе патроном 9 × 19 мм короткими очередями из положения стоя на дальность 100 м кучность «Гепарда» оказалась выше пистолета-пулемёта АЕК-918Г в 1,056 раз, ПП-19-03 в 1,47 раз, ПП-90М1 в 2,5 раз.
Чарли Катшоу высоко оценил конструкцию «Гепарда», позволяющую использовать широкую номенклатура различных патронов калибра 9 мм, но посчитал схему переоборудования пистолета-пулемёта под различные боеприпасы чересчур сложной.